# 肉詰めナス
肉詰めナス（にくづめなす、トルコ語:  patlıcan dolması; ペルシア語: بادمجان شکم پر; アルメニア語: Լցոնած սմբուկներ; アゼルバイジャン語: badımcan dolması; イタリア語:  melanzane ripiene; スペイン語:  berenjenas rellenas）は、多くの国において一般的な料理。 

## トルコ
トルコでは、ナスに羊肉や米、ナス以外の野菜が詰められる。材料としてはナス、挽肉、米、タマネギ、トマトペースト、トマト、パセリ、ミント、塩、胡椒、ひまわり油がある。風味豊かにするために、スマック、レモン果汁、オールスパイス、シナモン、松の実、アーモンド、クルミ、ミント、オリーブオイルが加えられることもある。トルコ料理で有名なナスの詰め物料理としては、カルヌヤルクと坊さんの気絶が挙げられる。

## イタリア

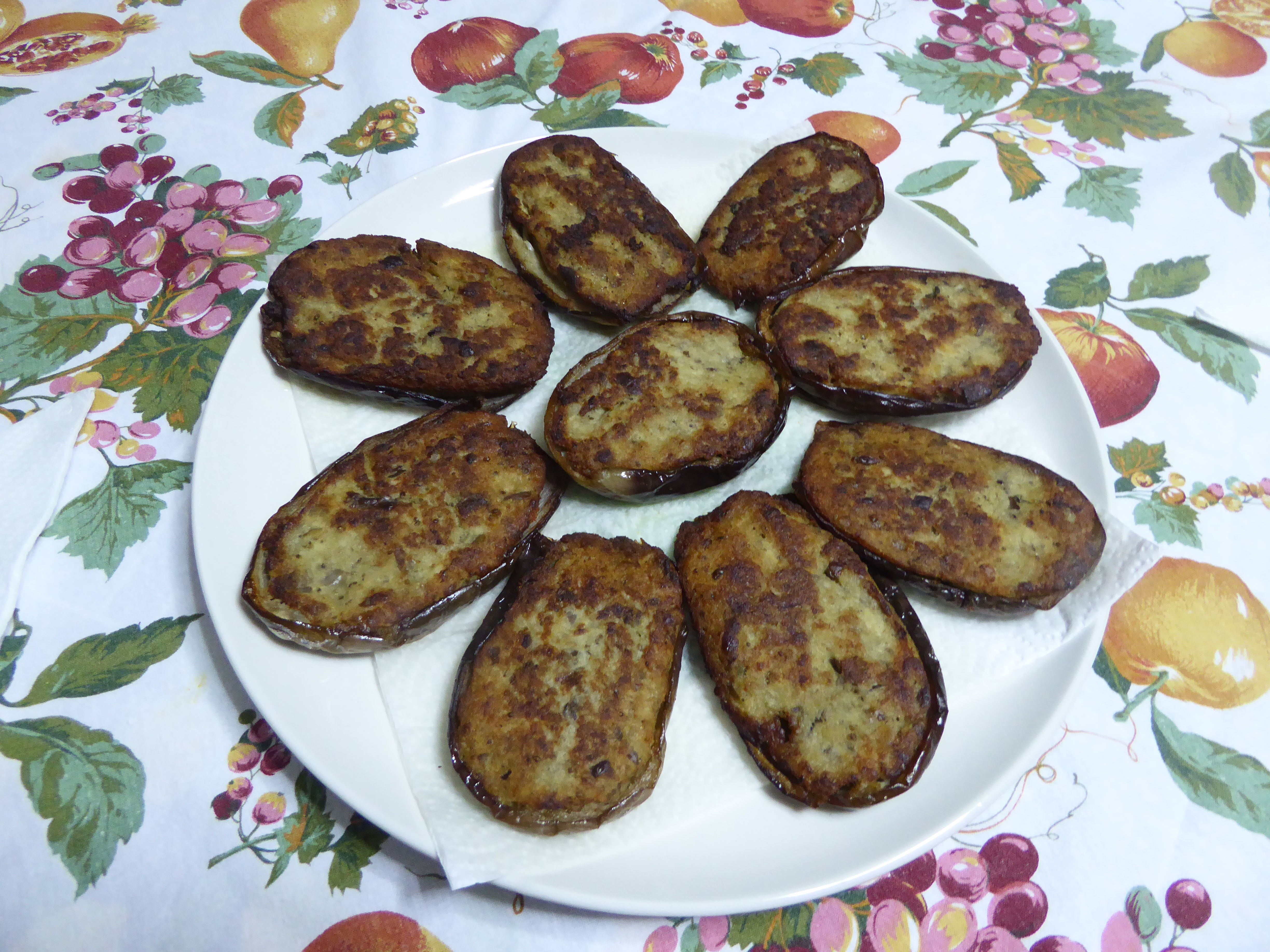
カラブリア地方の肉詰めナス、メランザーネリピエーネ

イタリアでは、肉詰めナスはオーブンで調理され、ローマではモッツァレラチーズ、シチリアでは挽肉が詰められる。シチリアでは、すみれ色の米茄子が用いられる。